# Новопетровка (Запорожский район)
Новопетровка (укр. Новопетрівка) — село,
Николай-Польский сельский совет,
Запорожский район,
Запорожская область,
Украина.
Код КОАТУУ — 2322187206. Население по переписи 2001 года составляло 599 человек.

## Географическое положение
Село Новопетровка находится в 3-х км от правого берега реки Днепр,
на расстоянии в 1 км от сёл Днепровы Хвыли и Крыловское.
По селу протекает пересыхающий ручей с запрудой.

## История
- 1870 год — дата основания.
- Солдат Сотник Дмитро Вікторович